# Лісоводи (село)

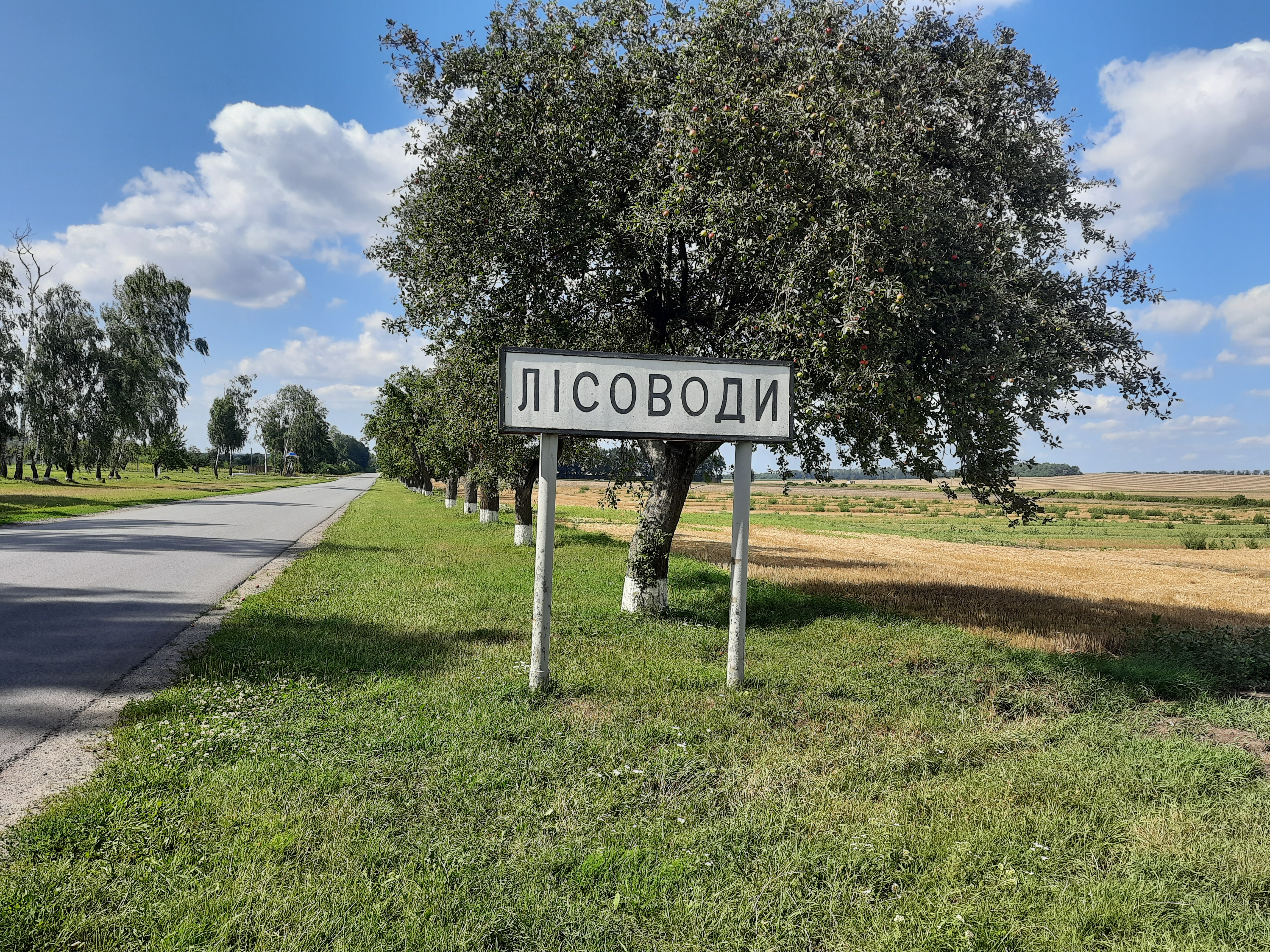
Дорожній знак при в'їзді в село

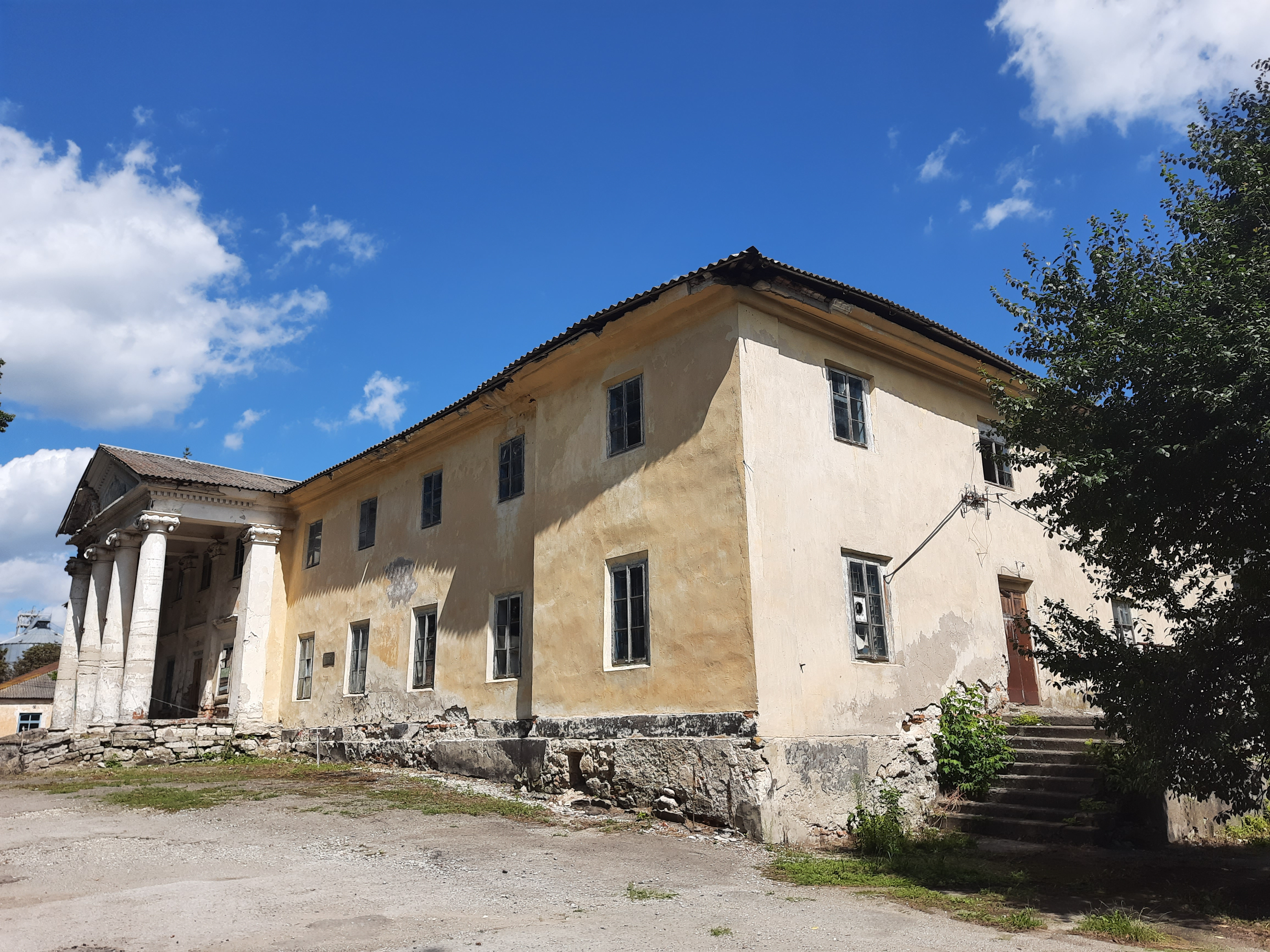
Палац Журовських

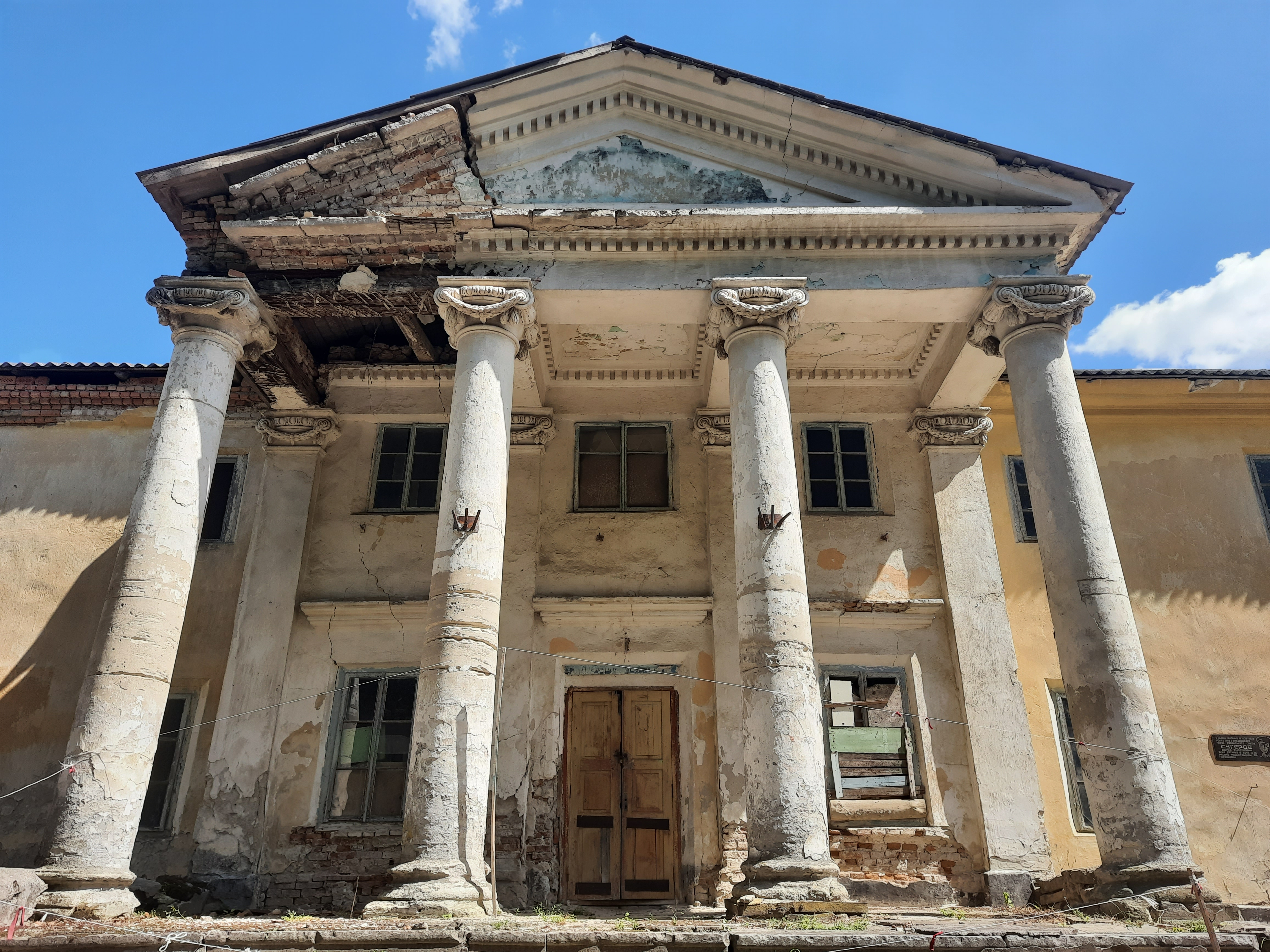
Палац Журовських,

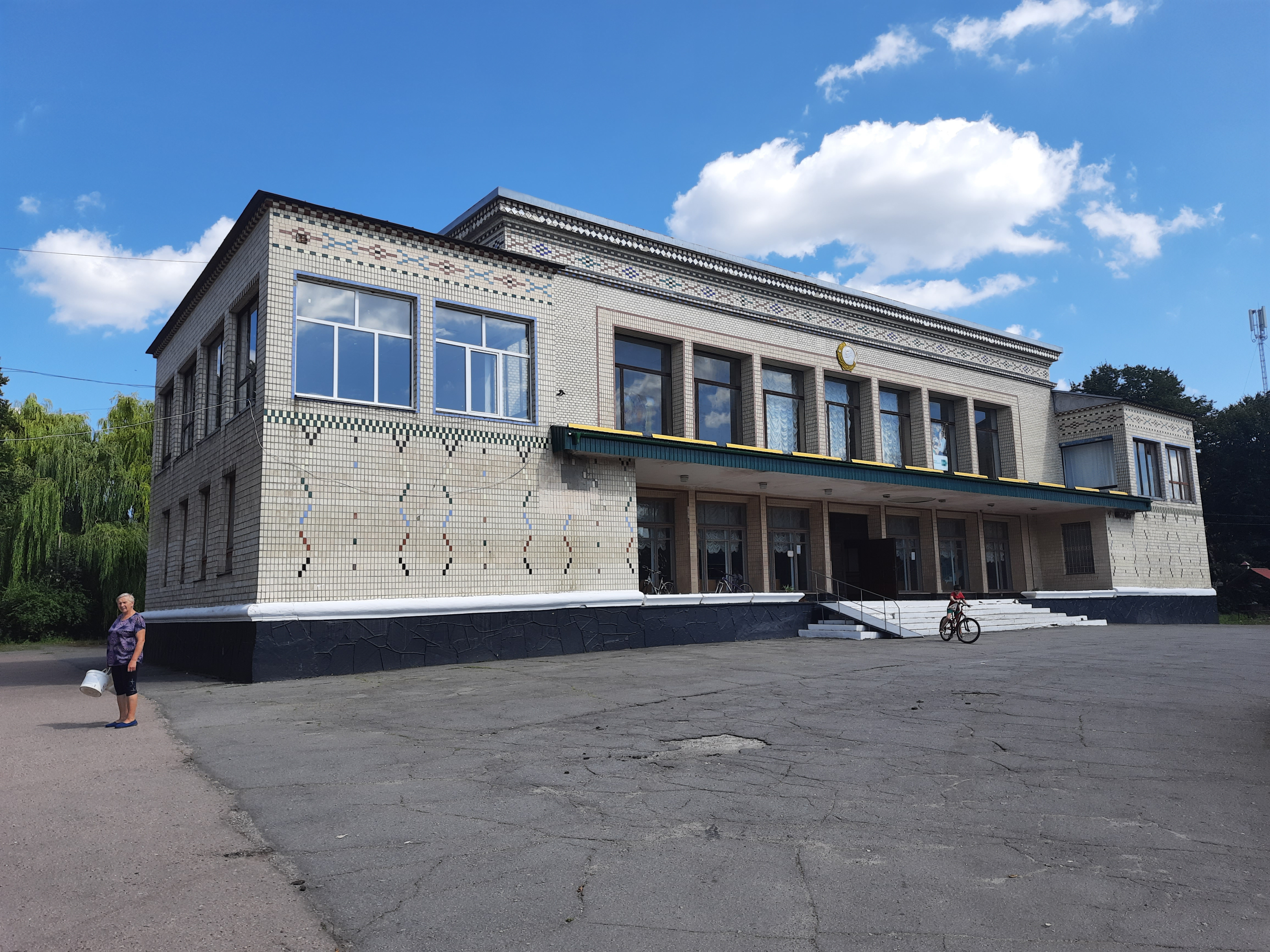
Будинок культури

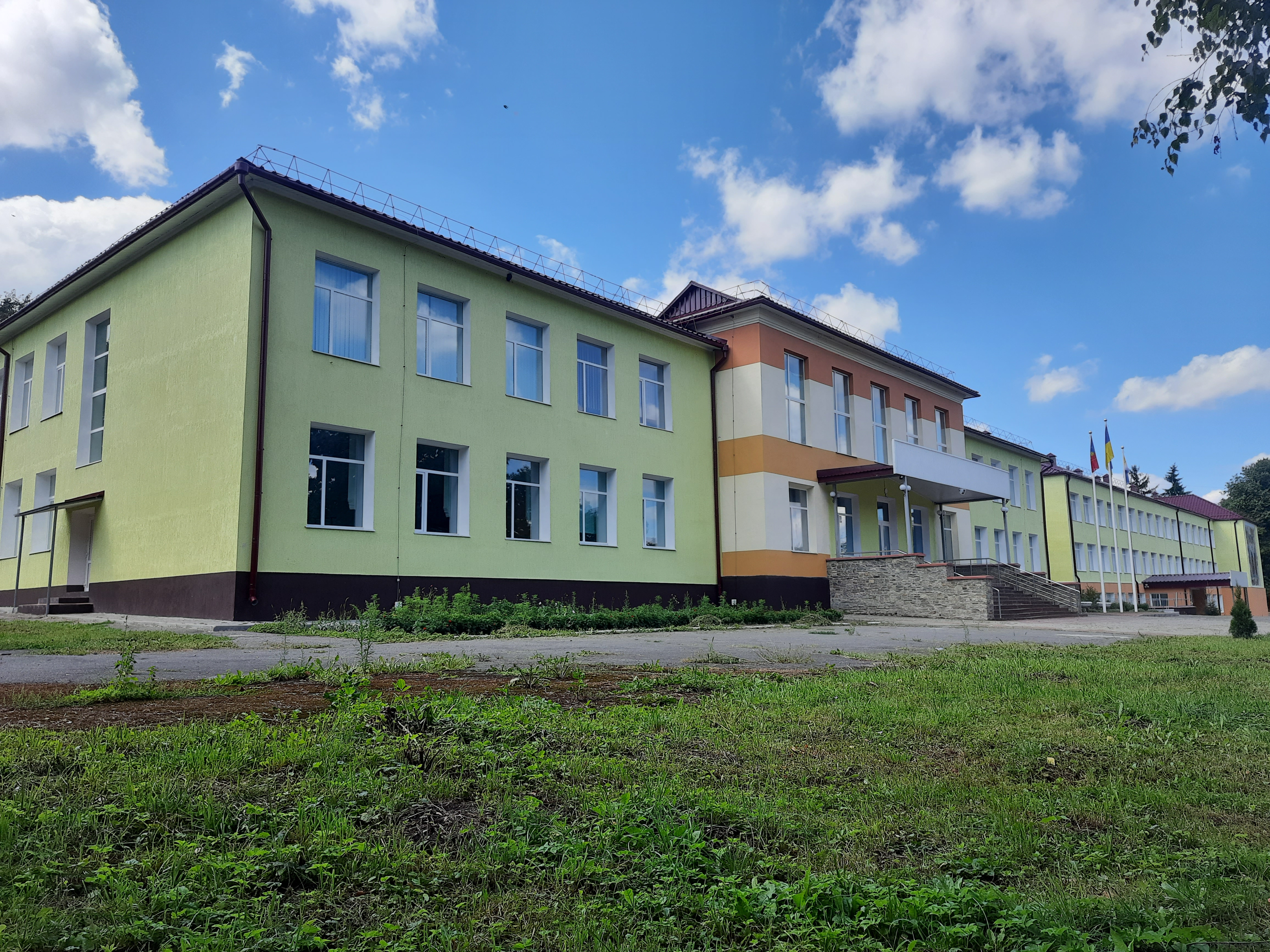
Школа

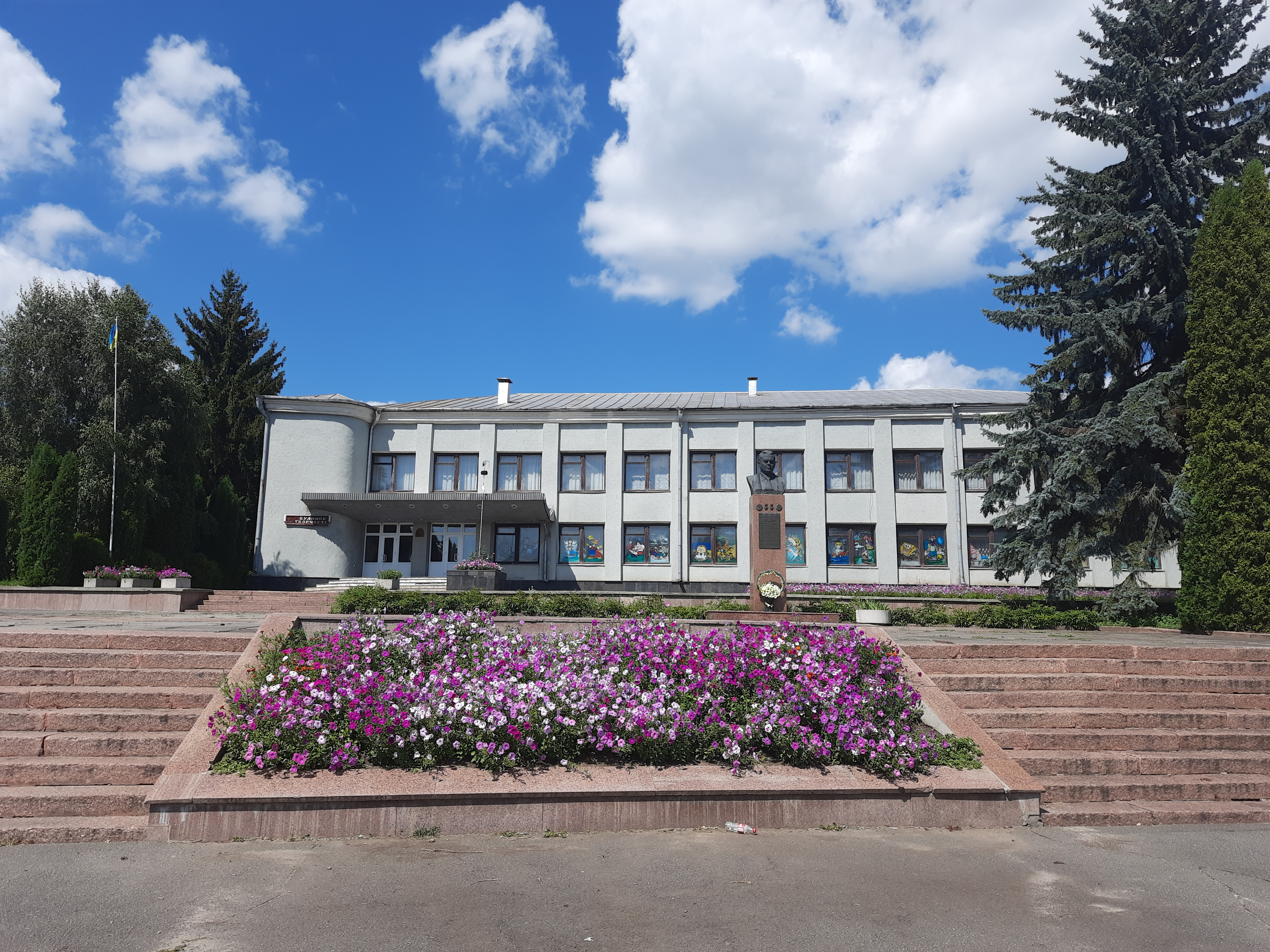
Будинок дитячої та юнацької творчості

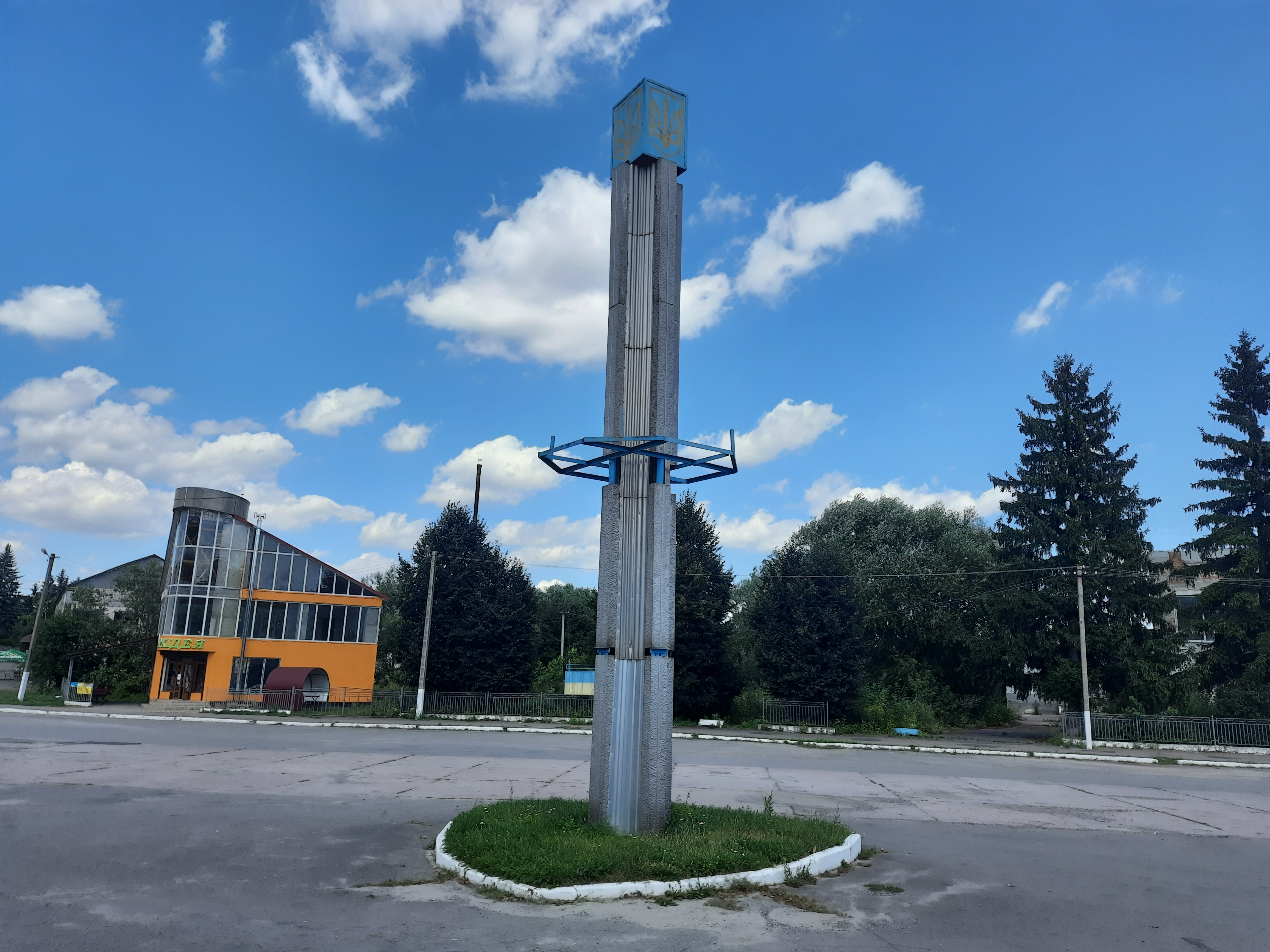
Центральна площа

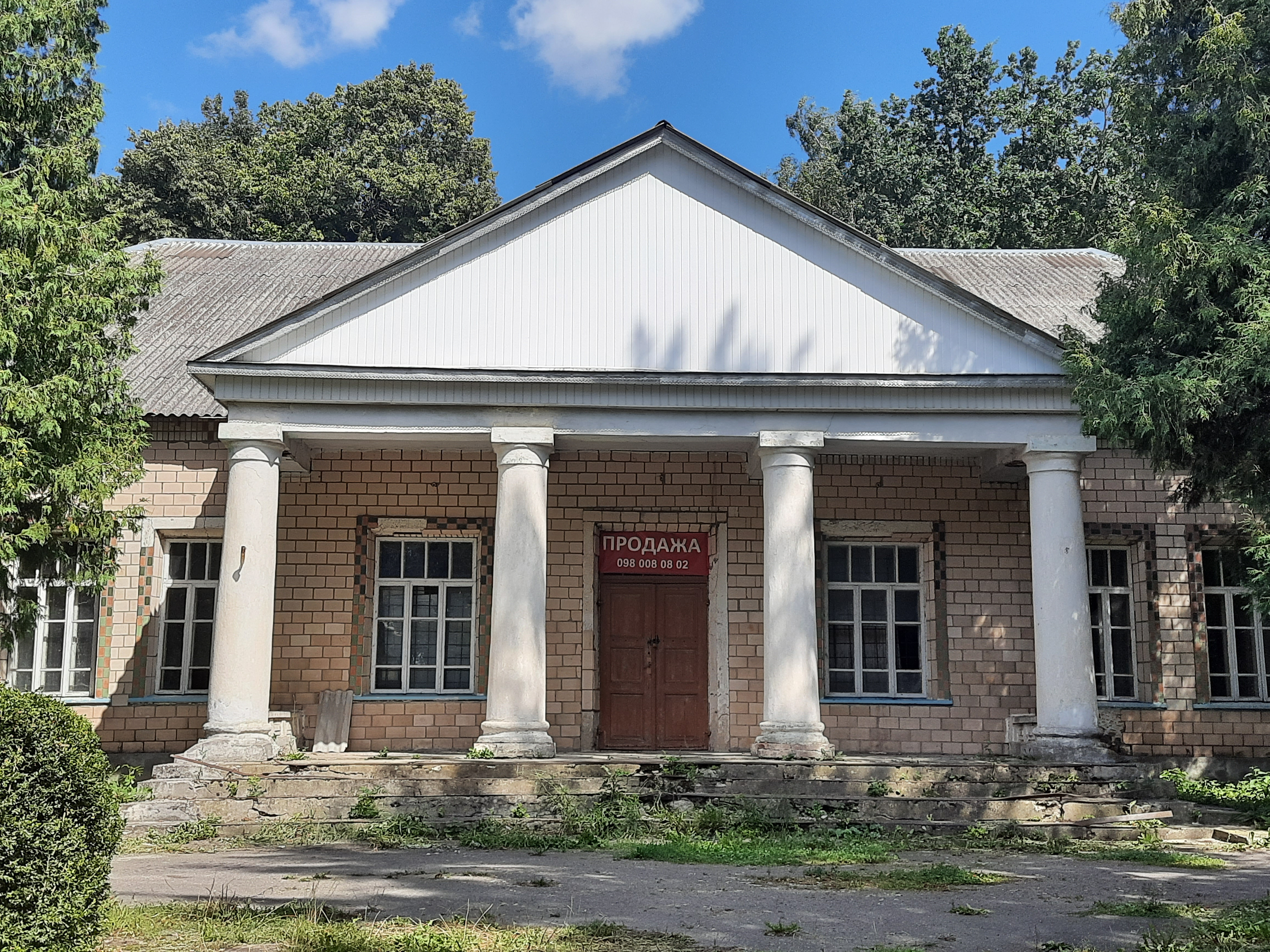
Будівля старого клубу

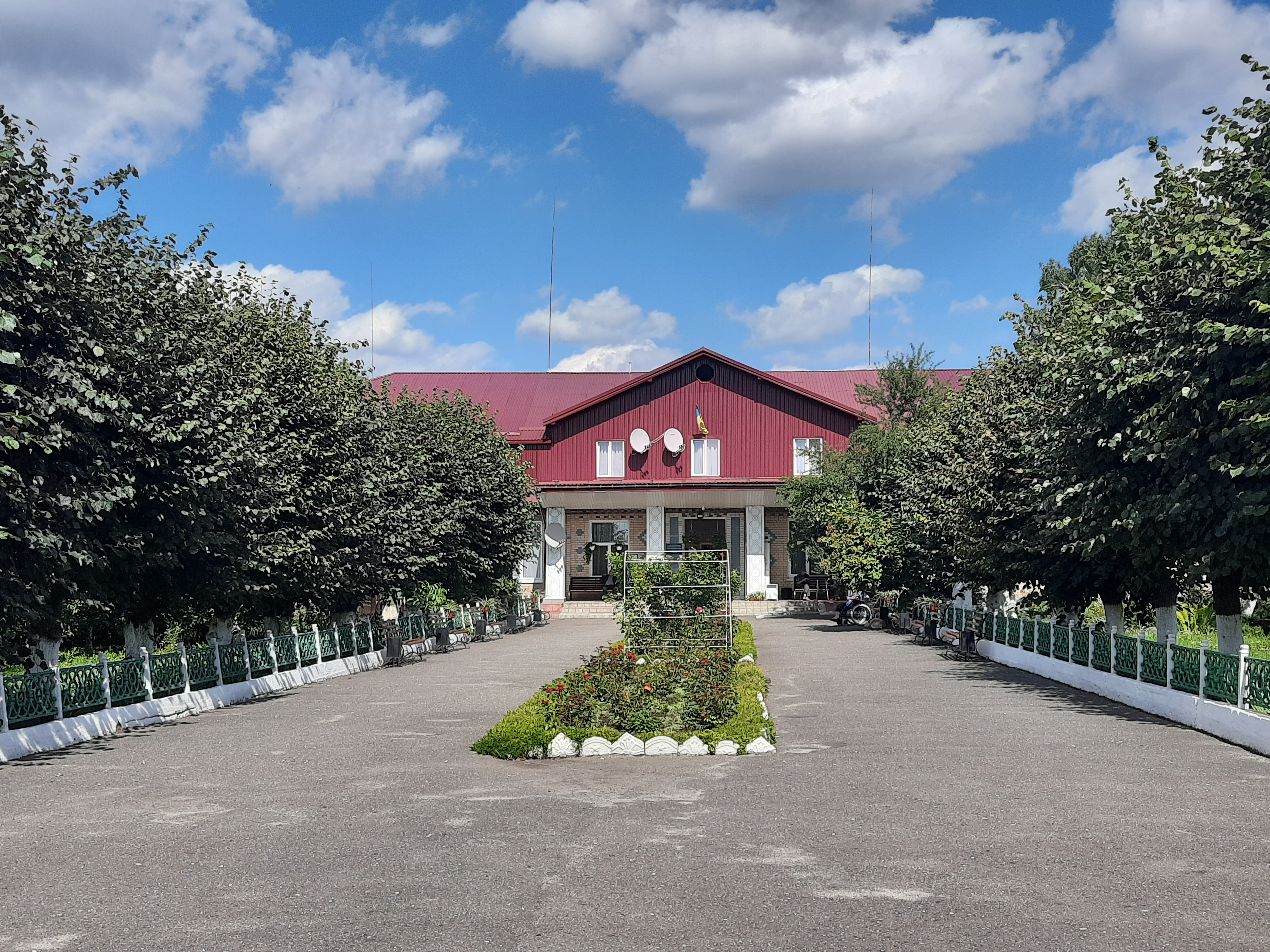
Лісоводський будинок інтернат

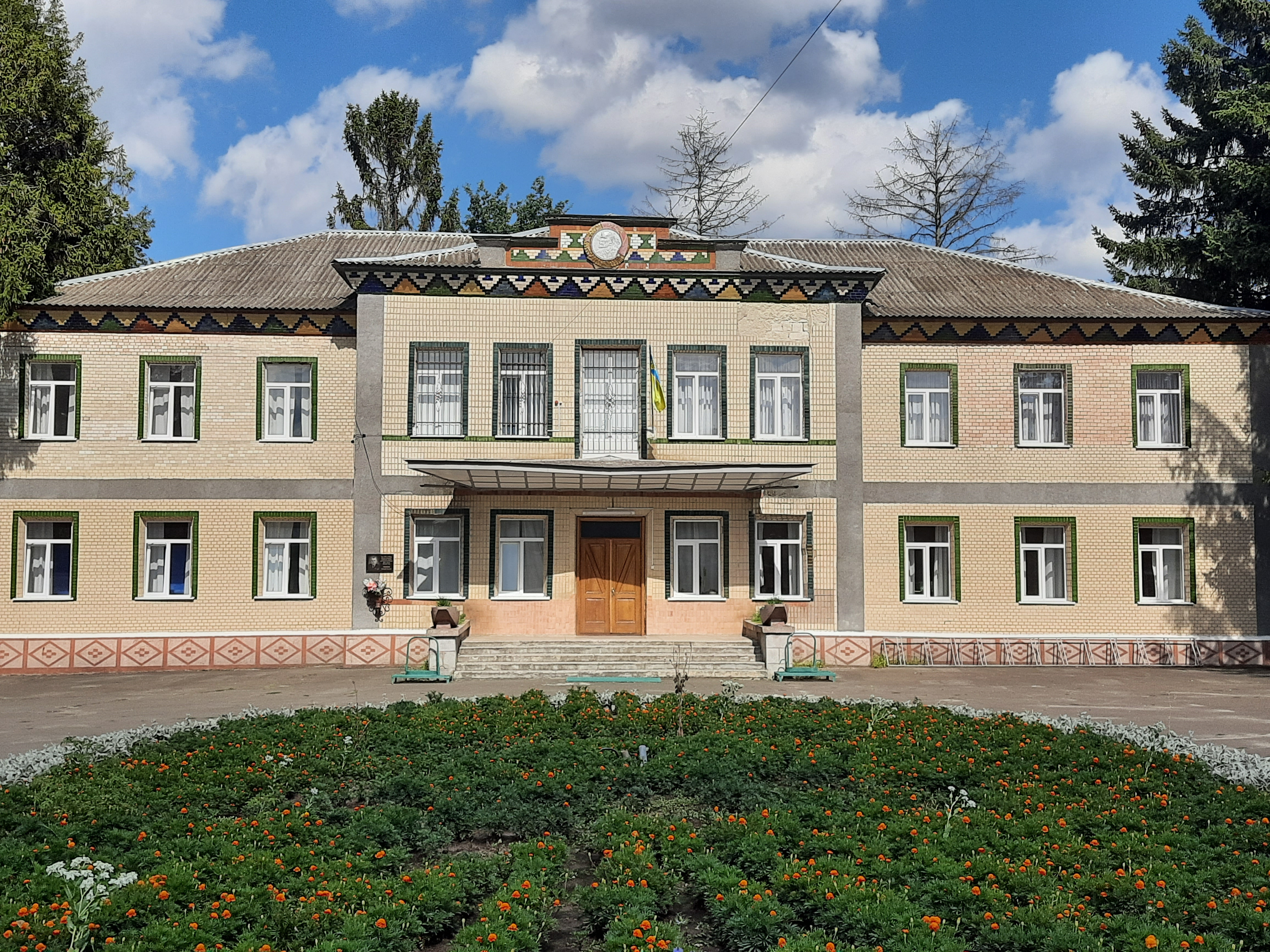
Контора аграрного підприємства

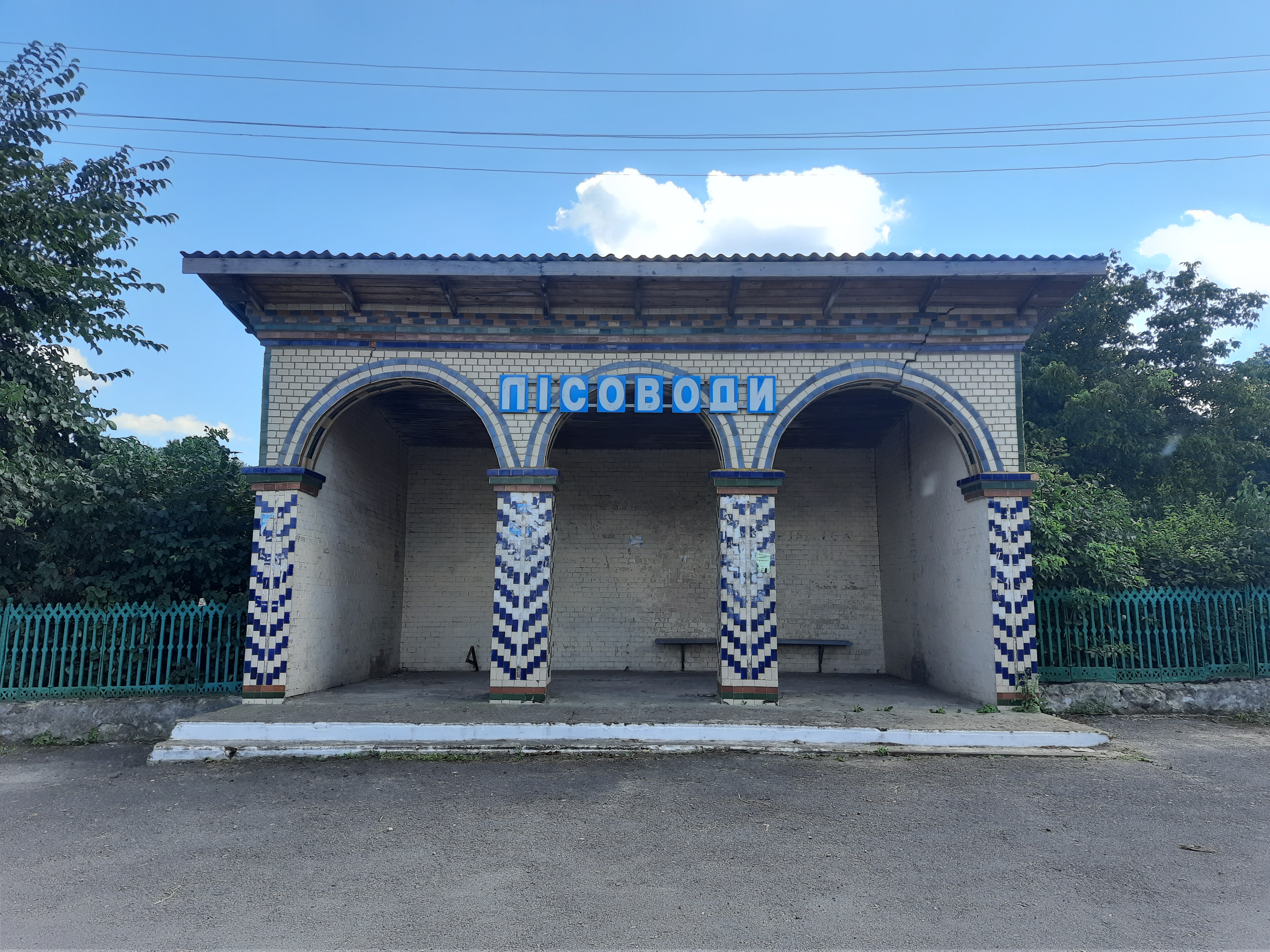
Автобусна зупинка

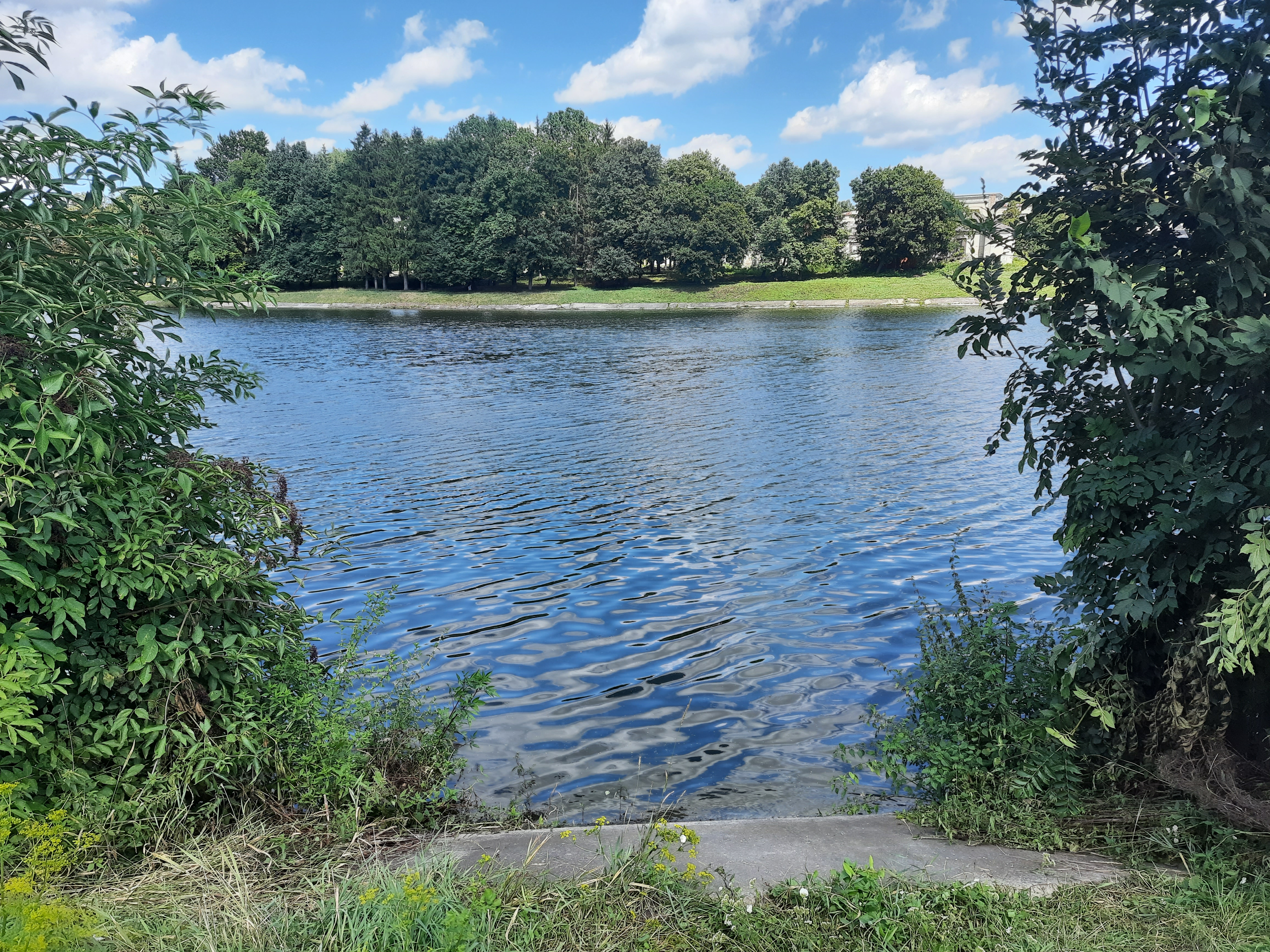
Став біля села

Лісово́ди — село в Україні, у Городоцькій міській територіальній громаді Хмельницького району Хмельницької області.
Населення становить 2978 осіб.
До 2020 орган місцевого самоврядування — Лісоводська сільська рада.

## Географія
Розташоване між річками Смотрич і Жванчик, за 60 км на південний захід від обласного центру — м. Хмельницького. На південно-східній околиці села бере початок річка Біла Криниця.
Відстань від районного центра залізницею — 8 км, а шосейними шляхами — 12 км.

## Символіка
Затверджена 29 травня 2020р. рішенням №5 сесії сільської ради. Автори - В.М.Напиткін, П.Б.Войталюк. Герб є промовистим.

### Герб
У срібному щиті дві червоні шаблі в косий хрест, з точки перетину виходить зелений дубовий лист, поставлений у стовп. У лазуровій хвилястій базі срібна риба в балку. Щит вписаний в золотий декоративний картуш і увінчаний золотою сільською короною. Унизу картуша напис "ЛІСОВОДИ".
Дубовий листок і риба в хвилястій базі – символ назви села, що походить від слів "ліс" і "вода". Шаблі означають легенду про заснування села козаками.

### Прапор
Квадратне полотнище поділене хвилясто горизонтально на білу і синю смуги у співвідношенні 3:1. На верхній смузі дві червоні шаблі в косий хрест, з точки перетину виходить вертикальний зелений дубовий лист.

## Археологічні знахідки
На території села виявлено залишки поселення трипільської культури (III тисячоліття до н. е.) та доби бронзи (II тисячоліття до н. е.).

## Історія
Перша письмова згадка про поселення належить до 1559 року. Тоді в ньому було три ланові господарства. 1583 року тут налічувалося вже 6 ланових господарств і 2 ремісники.
За адміністративним поділом XVI ст. належало до Кам'янецького повіту.
У XVI ст. жителі села були кріпаками феодалів Вільковських. В дальшому Лісоводами володіли Стадницькі, Раціборовські. Останні мали великі прибутки від фільваркових господарств, розташованих в Лісоводах та інших селах Кам’янецького повіту. У селі було споруджено палац і ряд господарських будівель. Протягом багатьох десятиліть палац — одна з найкращих на Західному Поділлі споруд — височів над селом. В першій чверті XIX ст. Лісоводи перейшли у власність іншого феодала. На цей час вони були значним поселенням, у якому тільки чоловіків-кріпаків налічувалося близько 550. У 40-х роках XIX ст. із загальної площі орної землі (2842 десятини) поміщикові належало 1477 десятин кращих угідь, а 230 селянським дворам 1365 десятин. Тільки 82 селянські господарства користувалися повними наділами (близько 8 десятин), 7 господарств не мали польової землі, а 7 — ні землі, ні власного житла. На своїх клаптиках землі селяни збирали низькі врожаї: сам-4 — сам-5 (40—50 пудів). Тяглі і піші господарства відробляли пересічно 133 дні панщини на рік, відбували ще 12 т. зв. згінних днів, сторожову і підводну повинності, жінки вирощували для панського двору овочі, пряли нитки на полотно, товкли просо. Кожний тяглий і піший двір мусив давати пану птицю, яйця, а ті, що мали пасіки, здавали й бджолину десятину.
Після інвентарної реформи. У відповідності з новими правилами, введеними в Лісоводському маєтку, тяглові господарства відбували протягом року 156 днів панщини, піші господарства — 104 дні. Якщо до інвентарної реформи жіноча праця в маєтку не регламентувалася, то тепер жінки повинні були відробляти щорічно 52 дні. Наприкінці 50-х років XIX ст. серед селян Лісоводів поширювалися чутки про скасування кріпосного права. Однак цього не сталося. За «Положенням» 1861 року лісоводські селяни одержали ще менші наділи, ніж ті, якими користувалися раніше. Господарства, що не мали можливості сплачувати викупні платежі, продовжували відбувати повинності, згідно з інвентарними правилами.
Після польського повстання 1863 року, у якому селянські маси Поділля брали активну участь, царський уряд пішов на деякі, щоправда незначні, поступки — з 1 вересня 1863 року було припинено між поміщиками і тимчасово зобов’язаними селянами всі обов’язкові відносини, які з цього дня переходили в розряд селян-власників і почали вносити в казну викупні платежі за надільну землю. Селяни Лісоводів одержали в особисту власність 1604 десятини польової землі; 40 тяглових господарств — по 9,15 десятини орної землі, 187 піших дворів — наділи по 4,6 десятини. Викупні платежі за передані селянам землі зменшили на 15 проц., вони становили 57 тис. крб. Щорічно жителі села виплачували казні по 3,4 тис. крб.
Змінилося правове становище лісоводських селян. Вони стали особисто вільними: їм надавалося право скликати сільський сход, який вирішував питання про розподіл податків та повинностей, деякі майнові суперечки, обирав старосту села. Лісоводи деякий час були волосним центром (згодом Лісоводська волость|Лісоводську волость було ліквідовано, а її села віднесено до Городоцької волості).
Місцевий поміщик, який мав 37 маєтків, 3 цукрові заводи, кінний завод, стада великої рогатої худоби в Подільській та Київській губерніях, у післяреформені роки перейшов до капіталістичної, вільнонайманої системи землеробства. Прагнучи перетворити свої маєтки у високорентабельні господарства, він почав широко застосовувати удосконалені сільськогосподарські машини. Наприкінці XIX ст. в Лісоводському маєтку з’явилися перші сівалки, культиватори, жатки, а невдовзі — локомобіль і молотарка. Удосконалювалась система сівозміни, поля угноювались органічними добривами, суперфосфатом, селітрою тощо. Але, незважаючи на це, врожаї зернових, бобових та технічних культур були невисокими — десятина давала 12—14 цнт зерна, 180—200 цнт цукрових буряків.
У 1905 році з 435 селянських господарств Лісоводів тільки 141 володіло польовими ділянками розміром до 4-х десятин, 58 господарств —до 3-х десятин, 199 — від 1 до 2 десятин, ділянки 26 господарств не перевищували 1 десятини, а 11 дворів взагалі не мали польової землі. 196 господарств були безкінними, 183 — безкорівними. Нестача засобів до існування примушувала селян шукати заробітків в Америці, Аргентині, Канаді, братися за кустарні промисли. Праця в панському господарстві тривала 15 — 16 годин, а одержували за це селяни невелику плату: чоловіки — по 30 коп., жінки — по 20 коп., підлітки — по 7—10 копійок.
На початку квітня 1905 року сільська біднота Лісоводів оголосила страйк. На загальному сході страйкуючі обрали комітет, до якого ввійшли селяни П. І. Ковш, М. І. Ковш, П. А. Гончар, Г. П. Бас та інші. Комітету доручили розпочати переговори з поміщиком про підвищення сільськогосподарським робітникам заробітної плати, повернення сільській громаді урочищ Липини, Березини і Клину, силоміць захоплених ще в першій половині XIX ст., про відновлення прогону для селянської худоби. Проте поміщик відмовився задовольнити вимоги селян.
Вранці 6 квітня група страйкарів проникла у фільварок, запропонувала слугам залишити маєток і попередила, що вони можуть повернутися тільки тоді, коли пан підвищить усім робітникам заробітну плату. В другій половині дня страйкарі направилися в поле, щоб прокласти межу між панським полем і урочищами, які вирішили відібрати. На знак загального волевиявлення плуга тягли не кіньми, а «всім миром». Попереду йшов один з організаторів страйку І. Драпак, вказуючи, де прокладати борозну. За рішучі дії і богатирську силу його прозвали Тарасом Бульбою.
Через кілька днів до села у супроводі 1-ї та 2-ї сотень Оренбурзького козачого полку прибув сам губернатор. Карателі вчинили розправу над страйкарями. 7 активних учасників виступу після прилюдного покарання відправили до Кам’янця-Подільського, а потім засудили до тюремного ув’язнення. Російські козаки вривалися в селянські хати, знущалися з старих та жінок, забирали одяг, худобу, зерно та інші продукти. Кілька разів пограбовані селяни зверталися до губернських властей із заявою про відшкодування заподіяних збитків, проте безрезультатно.
Дільнична лікарня, у якій працював один лікар і два фельдшери, знаходилася за 14 км від села. У Лісоводах не було навіть фельдшерського пункту.
Перший навчальний заклад — парафіяльну школу — в Лісоводах відкрито 1861 року. Вона розміщувалась у невеликій хатині. Після закінчення будівництва нового приміщення в 1882 році, замість школи, тут відкрили однокласне народне училище. В ньому навчалися переважно діти заможних селян. У 1908/1909 навчальному році в училищі здобувало освіту 59 хлопчиків і 1 дівчинка з 260 дітей шкільного віку.
Влітку 1917 року лісоводські селяни взяли активну участь у страйковому русі сільськогосподарських робітників, вимагаючи від поміщика підвищення розцінок під час жнив та оплати виконаної роботи натурою. Діставши відмову, страйкарі заборонили адміністрації маєтку використовувати на польових роботах військовослужбовців, запрошених поміщиком, і арештували управителя фільварку. Селяни добилися задоволення своїх вимог, їм дозволили збирати врожай за третій сніп.
7 (20) листопада 1917 року, відповідно до Третього Універсалу Української Центральної Ради, увійшло до складу Української Народної Республіки.
Наприкінці лютого 1918 року в Лісоводи увійшли австро-німецькі війська. Незабаром до села повернувся поміщик. Зігнавши всіх дорослих, він зажадав від населення негайної сплати контрибуції, повернення панської землі, худоби, сільськогосподарських знарядь та іншого майна. Наступного дня всіх, хто брав участь у розподілі панського майна, піддали жорстоким катуванням. Вбито селян I.X. Пасічника та А. Козія.
20 листопада 1920 року Лісоводи захоплено більшовиками. Виникли сільський революційний комітет, який у січні 1921 року передав свої повноваження сільській Раді, та комітет незаможних селян. виникли сільський революційний комітет, який у січні 1921 року передав свої повноваження сільській Раді, та комітет незаможних селян. У 1921 році в селі створюється сільське споживче товариство, наступного року — ще одне.
26 жовтня 1921 під час Листопадового рейду у Лісоводах місцева міліція видала Подільській групі Армії УНР (командувач Михайло Палій-Сидорянський) московського комісара з кількома підлеглими, яких було розстріляно.
У 1928 році  організувався ТСОЗ «Нове життя», що об’єднав 10 бідняцьких і 2 середняцькі господарства. В економічному відношенні господарство було слабким. В перший рік своєї діяльності воно мало близько 40 десятин землі, дві пари коней, два вози, два плуги, два культиватори, чотири борони. Проте з часом ТСОЗ перетворився на одне з найбільших громадських господарств Городоцького району. Наприкінці 1929 року воно об’єднувало 60 дворів, площа орної землі зросла майже в 6 разів, збільшилось поголів’я великої рогатої худоби. На кредити, одержані від держави, колективісти придбали 15-сильний двигун, молотарку, 3 жатки, соломорізку.
Внаслідок проведеної насильницької колективізації в січні—лютому 1930 року до колгоспу «Нове життя» (він об’єднався з ТСОЗом і прибрав назву останнього) вступило понад 500 селянських господарств. Прагнучи прискорити колективізацію господарств, розраховану на кілька років, партійна організація та райком КП(б)У допустили порушення принципу добровільності під час вступу в колгоспи. В кінці березня в колгоспі налічувалося лише 110 селянських дворів. Село постраждало від голодомору, а в 1934 році колективізацію в Лісоводах в основному завершено. Тоді ж на базі місцевого бурякорадгоспу організувалась ще одна сільськогосподарська артіль — «17-річчя Жовтня».
На початку 1921 року колишнє однокласне училище перетворено на чотирирічну трудову школу, у якій навчалося 110 дітей. У 1927 році на її базі відкрилася семирічна школа, а 1934 року тут організовано середню школу — одну з перших сільських десятирічок у цій місцевості. Вона розмістилася у колишньому панському маєтку. У 1940 році в школі навчалося 649 дітей з Лісоводів та сусідніх сіл, працювало 23 вчителі. В одному з приміщень колишнього поміщицького маєтку відкрився дитячий будинок.
8 липня 1941 року німецькі війська зайняли Лісоводи.  277 юнаків та дівчат насильно вивезено на  роботи до Німеччини, 20 з них загинуло. 25 березня 1944 радянські війська зайшли у село.
В 1949—1950 рр. колгосп побудував приміщення для утримання худоби, зростало поголів’я на фермах. У січні 1951 року колгосп мав 456 голів великої рогатої худоби, 460 свиней, 412 овець, 271 коня.
У 1953 році на площі 300 га створено дві ґрунтозахисні шестипільні сівозміни. На схилах ярів насипали земляні вали, що затримували вологу та запобігали змиванню ґрунтів; на розмитих ділянках було висаджено дерева швидкоростучих порід. Для підвищення врожайності на спеціальних ділянках висівалися рекомендовані високоврожайні сорти зернових, проводили досліди поглибленої оранки з застосуванням різної кількості органічних та мінеральних добрив. Удосконалювалися і польові сівозміни. В артілі було створено дві дев’яти-пільні польові сівозміни площею 850 га кожна. Значно більше вносилось у ґрунт органічних та мінеральних добрив.
У 1958 році до колгоспу приєдналася артіль ім. Жданова (с. Кремінна). Колгосп «Україна» став одним з найбільших господарств району. У зв’язку з цим в 1965— 1966 рр. була перебудована і його внутрішня спеціалізація. Тут створено три польові сівозміни, у т. ч. дві дев’ятипільні і одну десятипільну.
1969 року площа орних земель колгоспу становила 4,4 тис. га, кількість дворів — 1381.
В 1970 році врожайність зернових пересічно становила 40,2 цнт. Того року колгосп вирощував озиму пшеницю на площі понад тисячу га. Урожай її становив 45,6 цнт з га, цукрових буряків — 520 цнт з га на площі 650 га. Вироблено на 100 га сільськогосподарських угідь по 916 цнт молока, 153 цнт м’яса. Здано в експлуатацію першу чергу механізованого комплексу для відгодівлі 2000 голів свиней.
1970 року у селі знімали х/ф «Між високими хлібами» (реж. Л. Мілліонщиков, Одес. кіностудія) за участі низки акторів, зокрема Є. Леонова.
12 червня 2020 року, відповідно до розпорядження Кабінету Міністрів України № 727-р «Про визначення адміністративних центрів та затвердження територій територіальних громад Хмельницької області», увійшло до складу Городоцької міської громади.
19 липня 2020 року, в результаті адміністративно-територіальної реформи та ліквідації Городоцького району, увійшло до складу новоутвореного Хмельницького району.

## Релігійне життя
1704 — у селі засновано храм Покрови (дубова церква з трьома чотиригранними верхами), згоріла у 1768.
1768-1773 — збудовано нову дерев'яну церкву.
1869 — збудовано кам'яну одноверху церкву з дзвіницею (діє і зараз).
Діє також релігійна громада євангелістів християн-баптистів.
- Файл:Храм Покрови

## Пам'ятки

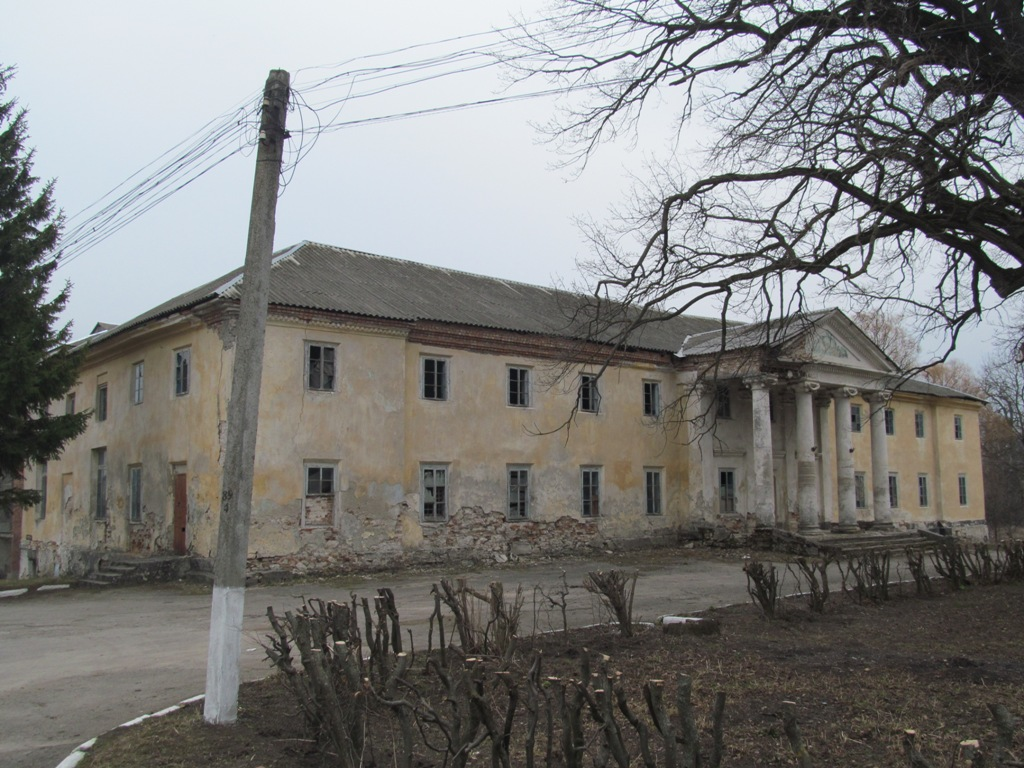
Палац Журовських

З давніх часів у селі зберігся Троянів Вал.

## Інфраструктура
Село повністю газифіковане; 254 двори мають водопровідну, а 242 двори мають каналізаційну мережі. 
Переважна більшість дорослого населення працюють на державних підприємствах, а лише невелика їх частина зайняті у сфері сільського господарства. 
В селі є загальноосвітня школа І-ІІІ ступенів, яка розташована у 3-поверховій будівлі.
В селі функціонують спортивний комплекс, будинок дитячої творчості, лікарня, дитячий садок, клуб, бібліотека, аграрно-технічний ліцей, будинок-інтернат для людей похилого віку, музична школа. 
У селі діють 11 приватних магазинів, 4 бари.
В 2006 році встановлено висотну антену від «Київстар». 
На території села є 6 ставків загальною площею 19,6 га. Лісові насадження складають 244 га.

## Пам'ятки
- Палац Журовських у Лісоводах

## Населення

### Мова
Розподіл населення за рідною мовою за даними перепису 2001 року:
| Мова            | Кількість | Відсоток |
| --------------- | --------- | -------- |
| українська      | 2953      | 99.16%   |
| російська       | 15        | 0.51%    |
| вірменська      | 5         | 0.17%    |
| румунська       | 3         | 0.10%    |
| білоруська      | 1         | 0.03%    |
| інші/не вказали | 1         | 0.03%    |
| Усього          | 2978      | 100%     |

## Відомі люди
Здоровик Василь Констянтинович - працював деканом економічного факультету Львівського національного аграрного університету.Є автором спогадів про рідне село  " Лісоводи мій рідний край".
Почесним громадянином села є Савенко Михайло Михайлович (будівельник) — український мостобудівник, громадський діяч, засновник благодійного фонду опіки дитячими будинками.
- Мороз Віктор Степанович — український краєзнавець.
- Попик Віктор Петрович (1972—2015) — старший солдат Збройних сил України, учасник російсько-української війни.
- Остяк Василь Володимирович (1979-2015) — молодший сержант Збройних сил України, учасник російсько-української війни.
- Ткачук Василь Григорович (* 1949) — громадський діяч. Заслужений економіст України.

## Охорона природи
Село лежить у межах національного природного парку «Подільські Товтри».